# 오쿠보역 (도쿄도)
오쿠보역(일본어: 大久保駅, おおくぼえき)은 일본 도쿄도 신주쿠구에 있는 동일본 여객철도 주오·소부 완행선(주오 본선)의 철도역이다.

## 역 구조
섬식 승강장으로 1면 2선의 고가역이다. 출구는 북쪽과 남쪽 2개소이다. 이전에는 북쪽 출구에 미도리노마도구치가 있었지만 현재는 폐쇄되었다.
스이카 및 제휴 교통카드의 사용이 가능하며 동일본 여객철도 특정도구시내 제도에 의한 도쿄 도 구내에 속한다.

### 승강장
| 1 | ■주오 선 각역정차 | 나카노 · 기치조지 · 미타카 방면 다카오 방면 (일부)          |
| 2 | ■주오 선 각역정차 | 신주쿠 · 아키하바라 · 후나바시 · 지바 방면 도쿄 방면 (일부) |

## 역세권 정보
- 신오쿠보역 (환승역이 아님)
- 신오쿠보: 한국인 거주 지역(도쿄 신오쿠보 코리아타운

## 역사
- 1895년 5월 5일: 고부 철도의 역으로서 개업하였다. 역 개설 당초 1899년에 완성된 현재의 신주쿠 부도심 인근 요도바시 정수장과의 연락 철도선이 하행선 승강장 바깥 히가시나카노 방면에 존재하였다.
- 1906년 10월 1일: 국유화에 의해 일본국유철도의 소속이 되었다.
- 1931년 3월: 고가화되었다.
- 1987년 4월 1일: 민영화에 의해 동일본 여객철도의 소속이 되었다.
- 2001년 11월 18일: Suica의 사용이 개시되었다.

## 인접정차역
| 동일본 여객철도 주오 본선 | 동일본 여객철도 주오 본선 | 동일본 여객철도 주오 본선      |
| ------------------------- | ------------------------- | ------------------------------ |
| JB 10 신주쿠 지바 방면    | 주오 · 소부 선 각역정차   | JB 08 히가시나카노 미타카 방면 |